# Riley Pickrell
Riley Pickrell (Victoria, 16 augustus 2001) is een Canadees wielrenner die in 2024 prof werd bij Israel-Premier Tech.

## Carrière
Als eerstejaars junior won Pickrell drie etappes en het puntenklassement in de Ronde van de Abitibi. Na de openingsrit droeg hij één dag de leiderstrui, die hij na de tweede etappe af moest staan aan Ryan Jastrab. Een jaar later won Hollyman wederom een etappe. Daarnaast nam hij dat jaar deel aan de wegwedstrijd voor junioren op het wereldkampioenschap, maar reed deze niet uit.
In 2021 maakte Pickrell de overstap naar Israel Cycling Academy. Namens deze ploeg nam hij onder meer deel aan de Ronde van Portugal. In de tweede etappe van de Flanders Tomorrow Tour sprintte hij, achter Wessel Krul, naar de tweede plaats. In 2022 won hij een etappe in de Ronde van Italië voor beloften. Een jaar later won hij een rit in de Ronde van de Toekomst. Op de Pan-Amerikaanse Spelen in 2023 werd Pickrell achtste in de wegwedstrijd.
In 2024 werd Pickrell prof bij Israel-Premier Tech, dat hem na drie seizoenen liet doorstromen vanuit hun opleidingsploeg. Zijn debuut in de World Tour maakte hij in februari, toen hij aan de start stond van de Omloop Het Nieuwsblad. Een dag later was hij betrokken bij een valpartij in Kuurne-Brussel-Kuurne, waarbij hij een schouderblad en meerdere ribben brak.

## Overwinningen
2018
1e, 5e en 7e etappe Ronde van de Abitibi
Puntenklassement Ronde van de Abitibi
2019
3e etappe deel B Ronde van de Abitibi
2022
4e etappe Ronde van Italië, Beloften
2023
2e etappe Ronde van de Toekomst
2024
2e etappe (deel A) Ronde van Sibiu
2025
1e etappe Ronde van Sibiu

## Resultaten in voornaamste wedstrijden
| Jaar | Ronde van Italië | Ronde van Frankrijk | Ronde van Spanje |
| ---- | ---------------- | ------------------- | ---------------- |
| 2024 | opgave           |                     |                  |
| 2025 |                  |                     |                  |

| Jaar | Gent-Wevelgem | Ronde van Vlaanderen | Parijs-Roubaix |
| ---- | ------------- | -------------------- | -------------- |
| 2024 | 84e           |                      | buit.tijd      |
| 2025 | 80e           | opgave               | opgave         |

## Ploegen
- 2021 –  Israel Cycling Academy
- 2022 –  Israel Cycling Academy
- 2023 –  Israel Premier Tech Academy
- 2024 –  Israel-Premier Tech
- 2025 –  Israel-Premier Tech

Ackermann · Bennett · Blackmore (vanaf 3/5) · Boivin · Clarke · Einhorn · Frigo · Froome · Fuglsang · Gee · Hofstetter · Hollyman · Houle · Kogut · Neilands · Pickrell · Raisberg · Riccitello · Sagiv · Schultz · Schwarzmann · Sheehan · Stewart · Strong · Teuns · Van Asbroeck · Vernon · Williams · Woods · Würtz Schmidt · Zabel (tot 2/5) · Brown (stagiair)